# Loxandrus nitidulus
Loxandrus nitidulus är en skalbaggsart som beskrevs av Leconte 1848. Loxandrus nitidulus ingår i släktet Loxandrus och familjen jordlöpare. Inga underarter finns listade i Catalogue of Life.